# Underground (Club)

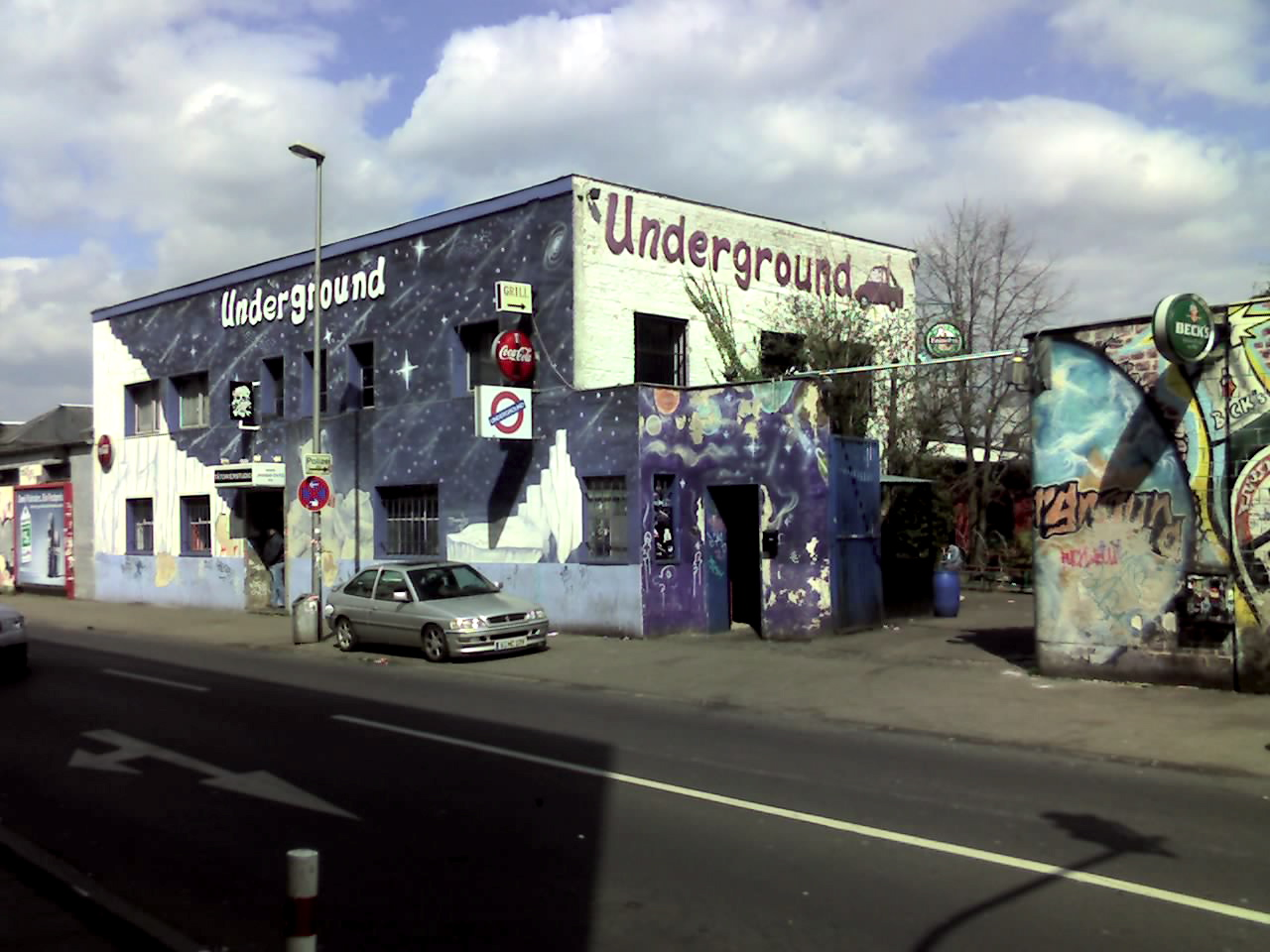
Frontansicht des Underground von der Vogelsanger Straße aus, April 2006

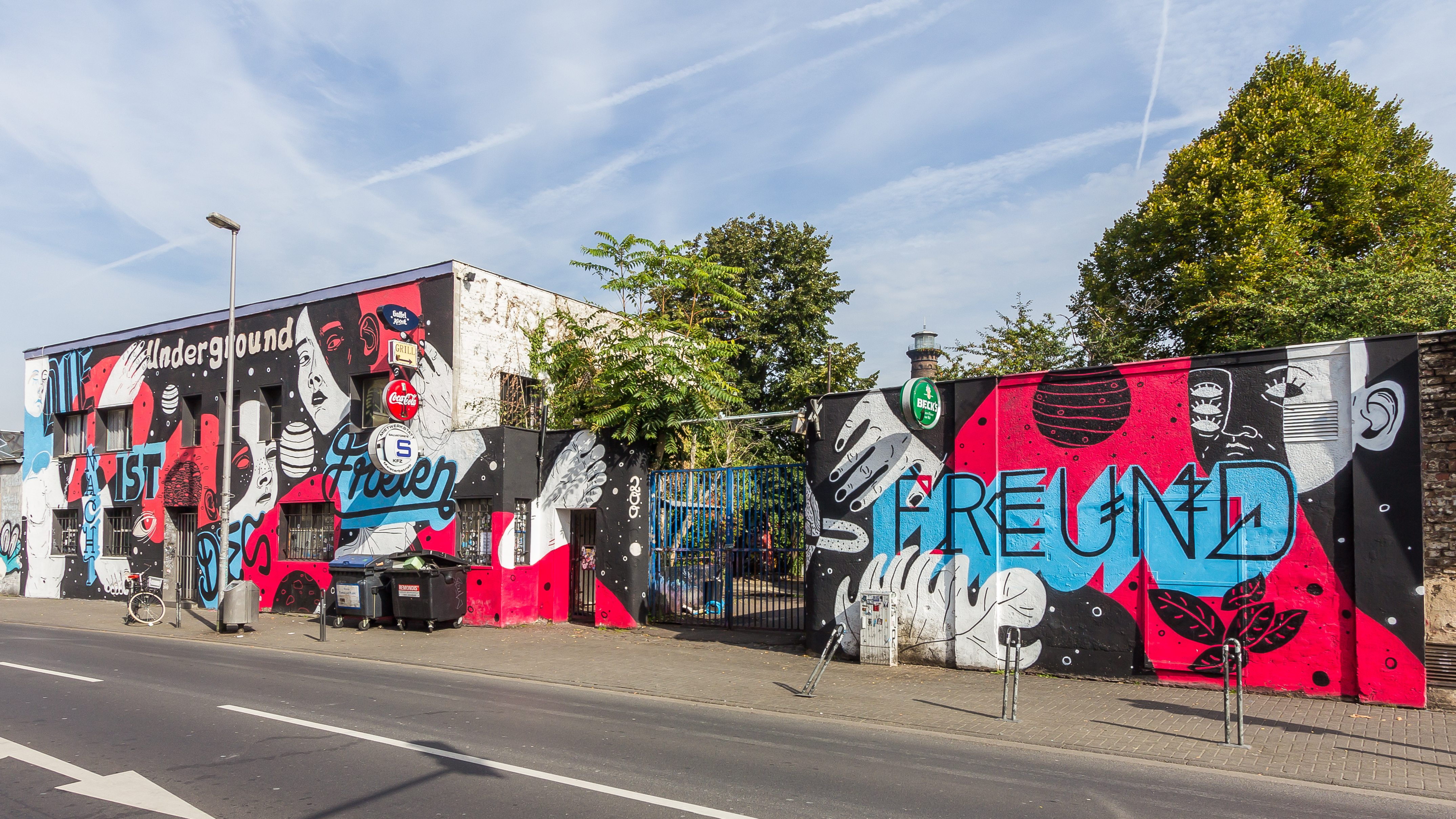
Underground im September 2017

Das Underground war von 1988 bis September 2017 ein Club und Veranstaltungsort in Köln-Ehrenfeld. Er bestand aus einer Kneipe, zwei Sälen und einem Sommerbiergarten. Die Säle wurden vor allem am Wochenende für Partys und Konzerte verwendet. Dabei lag der Schwerpunkt auf Heavy Metal, Rock und Punk, später wurde auch Rock ’n’ Roll gespielt. Das Motto der Veranstalter lautete: We deliver Rock ’n’ Roll.
Das Underground entstand auf dem ehemaligen Fabrikgelände im Bereich der Helios AG und beherbergte bis zur Jahrtausendwende zusätzlich einen Waschsalon. Auf dem Gelände befand sich außerdem eine Mietwerkstatt mit mehreren Hebebühnen für Arbeiten an Kraftfahrzeugen und ein Tattoostudio.
Der Westdeutsche Rundfunk hat im Underground mehrfach Konzerte aufgezeichnet, die über die Sendung Rockpalast ausgestrahlt wurden. Die Kapazität lag bei 800 Gästen (400 Club + 400 Kneipe plus kleiner Club). Der Club schloss am 15. September 2017 nach 29 Jahren mit einem letzten Konzert, danach wurde das Gebäude abgerissen. Es wurden dort Gebäude für die Heliosschule errichtet.
Die Stadt Köln erteilte den Betreibern des Underground eine Genehmigung für Veranstaltungen bis Januar 2019 in der nahe dem ehemaligen Standort gelegenen DQE-Halle.

## Drehort
Einzelne Szenen der für den WDR produzierten Fernsehfilme Tatort Bombenstimmung (1997) und Schimanski Tödliche Liebe (2000) spielen im Underground und wurden auch dort gedreht.